# 我的新上司是天然呆
《我的新上司是天然呆》是由漫畫家市川暖所創作的日本漫畫。

## 概要
原本是作者自2018年起在Twitter上發表的作品，自2019年2月5日起在秋田書店的網絡漫畫網站「Manga Cross」上開始連載。
在「網路漫畫總選舉2019」中獲得第一名。2020年在宮脇書店主辦的Miyawaki Comic Awards（ミヤコミ）2020被遴選為獲獎作品之一。截至2023年5月，本作系列單行本累積發行超過50萬本。
作為媒體組合，Frontier Works於2020年發行了廣播劇CD。2023年5月宣布製作電視動畫，於2023年10月至12月播出。

## 登場人物
只要沒有特別說明，PV、廣播劇CD、電視動畫的聲優都是同一人。
桃瀨健太郎（聲：西山宏太朗｜幼年：石上靜香）
本作主角。Minette公司企畫營業部職員。第1卷時26歲，北海道出身，生日為3月3日，身高為191公分，血型為A。
過往在前一家公司受到前任上司黑野的霸凌而離職，來到Minette公司初期時害怕外表冷俊的新任上司-白崎優清，直到某天意外發現白崎有其天然呆的一面而得到救贖，偶爾還會覺得白崎很可愛。現在很融入Minette公司的職場氣氛內，但有時會仍會因為前上司的回憶而引發胃痛。
白崎優清（聲：櫻井孝宏（PV、廣播劇CD） / 梅原裕一郎｜幼年：小市真琴（電視動畫））
Minette公司企畫營業部主任。第1卷時34歲，秋田縣出身，老家為稻農。同時有一位在海外工作的哥哥清優（白崎 清優（しろさき きよゆう），聲：小野大輔／幼年：泊明日菜）。生日為2月22日，身高為181公分，血型為AB。工作的專注能力極高，表現也不錯。外表看似冷俊，但實則有些微天然呆的傾向，雖然不善言詞，但會以自己的方式鼓勵桃瀨。曾對於桃瀨前上司的霸凌行為感到憤怒，而邀請桃瀨同居，結果反而造成旁人對其兩人關係的誤會。
青山光男（聲：杉田智和｜幼年：東內麻里子）
Minette公司企畫營業部課長。第1卷時39歲，京都府出身，生日為7月7日，身高是180公分，血型為O。因為買房子不久後妻子就離家出走，同時原先負責的新進員工一週後就離職，導致個性變得自卑、孤獨。
金城愛悟（聲：鈴木達央（PV、廣播劇CD） / 福山潤｜幼年：長谷川育美（電視動畫））
Minette公司企畫營業部職員，第1卷時24歲，沖繩縣出身，生日為5月5日，身高為176公分，血型為B。初次登場時仍為其他公司員工，同時受到嚴厲上司指導而感到困擾，偶然在用餐時撞見白崎和桃瀨之間的相處而感到羨慕，之後果斷離開原公司轉任到Minette並成為青山光男的下屬。與有雷同經歷的桃瀨關係不錯，對害怕寂寞的上司青山光男則感到有趣。
白桃（聲：下野紘）
桃瀨與白崎撿到的緬因貓。生日為2月2日，身高為三個桃子。性格傲嬌，曾被前飼主不當飼養而害怕寂寞。初登場時為棄貓，因為白崎特殊的瞳孔而懷有敵意，但在習慣前者的照顧後反而變得很享受。本身並不會說話，劇中的對白皆為自己內心的聲音。
黑野（聲：松风雅也）
桃瀨的前任上司，態度傲慢、惡劣，時常對桃瀨進行職場霸凌，即使桃瀨離職跳槽後依然糾纏不休。雖然多次出現在桃瀨過往的回憶中，但桃瀨因為害怕始終不敢正面看他而導致長相成謎，過往電話搔擾桃瀨時反被看不過的白崎給回嗆。
Minette公司
位於東京都澀谷區的廣告代理商。

## 出版書籍
| 卷數 | 秋田書店      | 秋田書店               | 東立出版社    | 東立出版社             | 力潮文创 | 力潮文创               |
| 卷數 | 發售日期      | ISBN                   | 發售日期      | ISBN                   | 發售日期 | ISBN                   |
| ---- | ------------- | ---------------------- | ------------- | ---------------------- | -------- | ---------------------- |
| 1    | 2019年8月20日 | ISBN 978-4-253-14231-1 | 2020年7月15日 | ISBN 978-957-264-706-6 |          | ISBN 978-7-5140-2586-6 |
| 2    | 2020年5月20日 | ISBN 978-4-253-14232-8 | 2020年7月30日 | ISBN 978-957-264-707-3 |          | ISBN 978-7-5570-3399-6 |

## 電視動畫
2023年10月起，於日本TOKYO MX等頻道播出。

### 製作人員
- 原作：
- 導演：阿部記之
- 系列構成：橫谷昌宏
- 人物設定：安田京弘
- 動畫製作：A-1 Pictures

### 主題曲
片頭曲
主唱：富士纖維樂團，作詞：山內總一郎，作曲：金澤ダイスケ，編曲：
片尾曲「花束」
主唱：Lenny code fiction，作詞：片桐航，作曲、編曲：Lenny code fiction、江口亮

### 各話列表
| 話數   | 日文標題 | 中文標題             | 劇本     | 分鏡       | 演出       | 作畫監督                                | 總作畫監督 | 首播日期       |
| ------ | -------- | -------------------- | -------- | ---------- | ---------- | --------------------------------------- | ---------- | -------------- |
| 第1話  |          | 有點裂痕             | 横谷昌宏 | 阿部記之   | 阿部記之   | 福世真奈美、永野美春 松浦里美           | 安田京弘   | 2023年 10月7日 |
| 第2話  |          | 要不要我背你         | 横谷昌宏 | 河野亞矢子 | 河野亞矢子 | 不適用                                  | 不適用     | 10月14日       |
| 第3話  |          | 肉墊肉墊肉墊…        | 早川純香 | 渡邊有紀   | 渡邊有紀   | 吉田和香子、木藤貴之 矢向宏志、石川洋一 | 中村深雪   | 10月21日       |
| 第4話  |          | 要住我家嗎           | 横谷昌宏 | 中村近世   | 中村近世   | 金子美紀、重國浩子 山崎浩平             | 岩崎令奈   | 10月28日       |
| 第5話  |          | 眼睛流出蜂蜜         | 早川純香 | 北村翔太郎 | 北村翔太郎 | 齊藤準一、摺木沙織                      | 川崎玲奈   | 11月4日        |
| 第6話  |          | 前男友 前男友 前男友 | 横谷昌宏 | 渡部穩寬   | 池田愛彩   | 不適用                                  | 不適用     | 11月11日       |
| 第7話  |          | 令人衝擊的事實       | 横谷昌宏 | 齋藤惠瑪   | 齋藤惠瑪   | 松浦里美、石川洋一 木佐貫真矢           | 中村深雪   | 11月18日       |
| 第8話  |          | 要來我老家嗎？       | 早川純香 | 宗廣智行   | 渡邊有紀   | 前澤弘美、福世真奈美                    | 岩崎令奈   | 11月25日       |
| 第9話  |          | 要問這個嗎！？       | 早川純香 | 中村近世   | 雨蛙       | 永野美春、吉田和香子 木藤貴之、清澤唯人 | 摺木沙織   | 12月2日        |
| 第10話 |          | 想讓主任穿…！        | 横谷昌宏 | 鈴木佑太   | 鈴木佑太   | 金子美紀、重國浩子 山崎浩平             | 岩崎令奈   | 12月9日        |
| 第11話 |          | 在家裡探險喵         | 横谷昌宏 |            |            | 石川洋一、木佐貫真矢 松浦里美、齊藤準一 | 中村深雪   | 12月16日       |
| 第12話 |          | 我出門…了            | 横谷昌宏 | 河野亞矢子 | 河野亞矢子 | 永野美春、前澤弘美 福世真奈美           | 安田京弘   | 12月23日       |

### 播映平台
| 播映國家、地區 | 播映平台                    | 播映日期                | 播映時間              | 備註 |
| -------------- | --------------------------- | ----------------------- | --------------------- | ---- |
| 台灣           | 巴哈姆特動畫瘋、中華電信MOD | 2023年10月8日－12月24日 | 星期日 00:00（UTC+8） |      |

## 外部連結
漫畫
- 漫畫連載網站（日語）
- 漫畫的X（前Twitter）（日語）

電視動畫
- 電視動畫官方網站（日語）
- 電視動畫的X（前Twitter）（日語）